# Neryungri

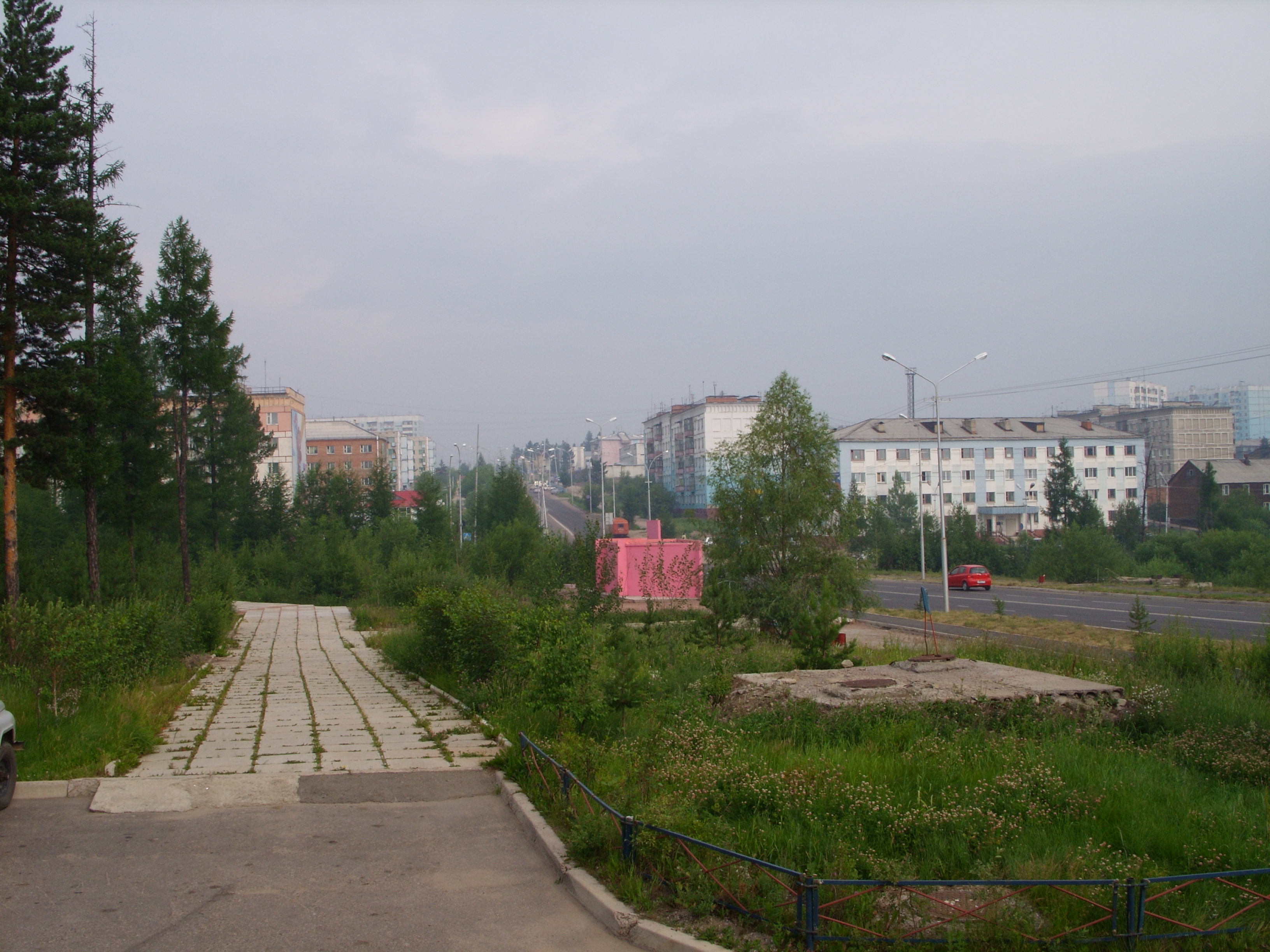
Phố Kravchenko ở Neryungri

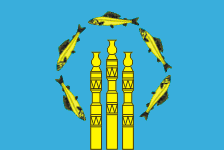
Lá cờ của thành phố

Neryungri (tiếng Nga: Нерюнгри, IPA: [ˈnʲerʲʊnɡrʲɪ]; tiếng Evenki: Нерунӈа, Nerunŋa; tiếng Yakut: Нүөрүҥгүрү, Nüörüŋgürü, /nyøɾyŋgyɾy/) là một thành phố Nga. Thành phố này thuộc chủ thể Cộng hòa Sakha. Thành phố có dân số 66.269 người (theo điều tra dân số năm 2002). Đây là thành phố lớn thứ 238 của Nga theo dân số năm 2002.

## Lịch sử
Nó được thành lập do sự phát triển của mỏ than gần đó và được cấp vị thế thành phố vào năm 1975.

## Khí hậu
Neryungri có khí hậu cận Bắc Cực (phân loại khí hậu Köppen Dfc) với mùa hè ôn hòa và mùa đông khắc nghiệt. Lượng mưa ở mức vừa phải, nhưng cao hơn đáng kể vào mùa hè.
| Tháng                                   | 1             | 2             | 3             | 4           | 5            | 6           | 7           | 8           | 9            | 10            | 11            | 12            | Năm          |
| --------------------------------------- | ------------- | ------------- | ------------- | ----------- | ------------ | ----------- | ----------- | ----------- | ------------ | ------------- | ------------- | ------------- | ------------ |
| Cao kỉ lục °C (°F)                      | −5.6 (21.9)   | −1.2 (29.8)   | 7.4 (45.3)    | 17.6 (63.7) | 28.1 (82.6)  | 34.6 (94.3) | 34.8 (94.6) | 33.1 (91.6) | 26.3 (79.3)  | 17.7 (63.9)   | 4.6 (40.3)    | −1.8 (28.8)   | 34.8 (94.6)  |
| Trung bình ngày tối đa °C (°F)          | −26.8 (−16.2) | −20.6 (−5.1)  | −10.6 (12.9)  | −0.1 (31.8) | 9.8 (49.6)   | 19.5 (67.1) | 21.8 (71.2) | 18.8 (65.8) | 9.3 (48.7)   | −3 (27)       | −17.5 (0.5)   | −26.3 (−15.3) | −2.1 (28.2)  |
| Trung bình ngày °C (°F)                 | −30.4 (−22.7) | −25 (−13)     | −15.8 (3.6)   | −4.8 (23.4) | 4.6 (40.3)   | 13.4 (56.1) | 16.1 (61.0) | 13.0 (55.4) | 4.5 (40.1)   | −7.1 (19.2)   | −21.2 (−6.2)  | −29.8 (−21.6) | −6.9 (19.6)  |
| Tối thiểu trung bình ngày °C (°F)       | −33.9 (−29.0) | −29.2 (−20.6) | −21.2 (−6.2)  | −9.7 (14.5) | −0.4 (31.3)  | 7.7 (45.9)  | 10.9 (51.6) | 7.9 (46.2)  | 0.2 (32.4)   | −10.9 (12.4)  | −24.8 (−12.6) | −33.1 (−27.6) | −11.4 (11.5) |
| Thấp kỉ lục °C (°F)                     | −61 (−78)     | −56.9 (−70.4) | −49.8 (−57.6) | −37 (−35)   | −21.6 (−6.9) | −6.4 (20.5) | −3.7 (25.3) | −8 (18)     | −18.9 (−2.0) | −38.7 (−37.7) | −50.8 (−59.4) | −57.9 (−72.2) | −61 (−78)    |
| Lượng Giáng thủy trung bình mm (inches) | 15 (0.6)      | 12 (0.5)      | 14 (0.6)      | 28 (1.1)    | 52 (2.0)     | 91 (3.6)    | 108 (4.3)   | 91 (3.6)    | 79 (3.1)     | 50 (2.0)      | 27 (1.1)      | 16 (0.6)      | 583 (23.1)   |
| Nguồn:                                  |               |               |               |             |              |             |             |             |              |               |               |               |              |